# Micropsectra contracta
Micropsectra contracta е насекомо от разред Двукрили (Diptera), семейство Хирономидни (Chironomidae).